# Dolní Těšice
Dolní Těšice (deutsch Unter Tieschitz) ist eine Gemeinde in Tschechien. Sie liegt drei Kilometer nördlich von Kelč und gehört zum Okres Přerov.

## Geographie
Dolní Těšice befindet sich linksseitig über dem Quellgrund des Baches Hluboký potok in der Kelečská pahorkatina (Keltscher Hügelland). Nordöstlich erhebt sich der Strážisko (335 m), im Osten der Na Stráži (370 m) und südwestlich die Strážné (399 m). Gegen Nordwesten erstreckt sich das Waldgebiet Nihlovský les.
Nachbarorte sind Skalička und Kamenec im Norden, Zámrsky im Nordosten, Němetice und Kladeruby im Osten, Komárovice im Südosten, Kelč im Süden, Rouské im Südwesten, Horní Těšice im Westen sowie Nové Sady und Ústí im Nordwesten.

## Geschichte
Nachdem der Olmützer Bischof Heinrich Zdik von Herzog Otto II. große Teile Ostmährens, darunter auch den Gau Kelč, erworben hatte, ließ er diese Gebiete durch böhmische Siedler kolonisieren. Im Jahre 1131 wurden die neu angelegten Dörfer Cesici und Čechovice erstmals erwähnt. Bischof Theoderich von Neuhaus belehnte 1302 den Ritter Ondřej von Čechovice mit dem bereits wieder seit längerer Zeit wüst liegenden Dorf Češice. Unklar ist, ob damit Horní oder Dolní Těšice gemeint ist. Im Jahre 1380 wurde der Ort als Maius Tyeschicze, 1389 als Tyessicze Magnum, 1508 als Dolní Těšice, 1517 als Těšice und 1557 als Velké Těšice bezeichnet. Zu den bischöflichen Lehnsmannen gehörten u. a. 1395 Otto von Tannfeld, 1479 Wenzel von Tannfeld, 1527 Heralt von Kunstadt auf Boleradice und 1602 Viktorin von Zierotin. Während des Dreißigjährigen Krieges wurde das Lehn eingezogen und Teil der bischöflichen Herrschaft Kelč. Ab 1676 wurde der Ort Nieder Tieschitz und ab 1751  Unter Tieschitz genannt. Das älteste Ortssiegel trägt die Umschrift PECETOBCEDOLNOTIESCHICK. Im Jahre 1791 bestand das Dorf aus 20 Häusern und hatte 130 Einwohner. Bis zur Mitte des 19. Jahrhunderts blieb  Dolno Těšice immer nach Kelč untertänig, wohin es auch gepfarrt war.
Nach der Aufhebung der Patrimonialherrschaften bildete Dolní Těšice/Unter Tieschitz ab 1850 einen Ortsteil der Gemeinde Horní Těšice in der Bezirkshauptmannschaft Holleschau.  1855 wurde Dolní Těšice dem Bezirk Mährisch Weißkirchen zugeordnet. 1869 lebten in Dolní Těšice 135 Personen, im Jahre 1900 waren es 119. Seit 1879 bildete Dolní Těšice eine eigene Gemeinde. 1924 lebten in den 21 Häusern von Dolní Těšice 119 Personen. 1950 hatte der Ort 94 Einwohner. Nach der Aufhebung des Okres Hranice wurde Dolní Těšice 1960 dem Okres Přerov zugeordnet. 1964 erfolgte der Zusammenschluss mit Horní Těšice zu einer Gemeinde Těšice. Diese wurde 1976 zunächst dem Örtlichen Nationalausschuss Skalička angeschlossen und seit 1983 gänzlich nach Skalička eingemeindet. Seit dem 24. November 1990 bildet Dolní Těšice wieder eine eigene Gemeinde.

## Gemeindegliederung
Für die Gemeinde Dolní Těšice sind keine Ortsteile ausgewiesen.

## Sehenswürdigkeiten
- Kapelle Maria Schnee auf dem Dorfplatz, erbaut 1906
- Naturreservat Těšice, Sumpfwiese im Grund des Baches Nihlovský potok, westlich des Dorfes